# Municipio de Ayotzintepec
El Municipio de Ayotzintepec es uno de los 570 municipios en que se encuentra dividido el estado mexicano de Oaxaca, localizado al norte del estado en la Región del Papaloapan. Su cabecera es el pueblo de Ayotzintepec.

## Geografía
El municipio de Ayotzintepec se encuentra localizado en el norte del estado de Oaxaca, forma parte del Distrito de Tuxtepec y de la Región del Papaloapan, sus coordenadas geográficas extremas son 17° 38' - 17° 47' de latitud norte y 96° 05' - 96° 18' de longitud oeste y su altitud va de 0 a 1 200 metros sobre el nivel mar; su extensión territorial es de 169.69 kilómetros cuadrados que representantan el 0.177% de la extensión total del estado.
Limita al noreste con el municipio de Santa María Jacatepec, al este con el municipio de Santiago Jocotepec, al sur con el municipio de Santiago Camotlán y con el municipio de Ixtlán de Juárez, al oeste con el municipio de Santiago Comaltepec y al noroeste con el municipio de San Juan Bautista Valle Nacional.

### Clima y ecosistemas

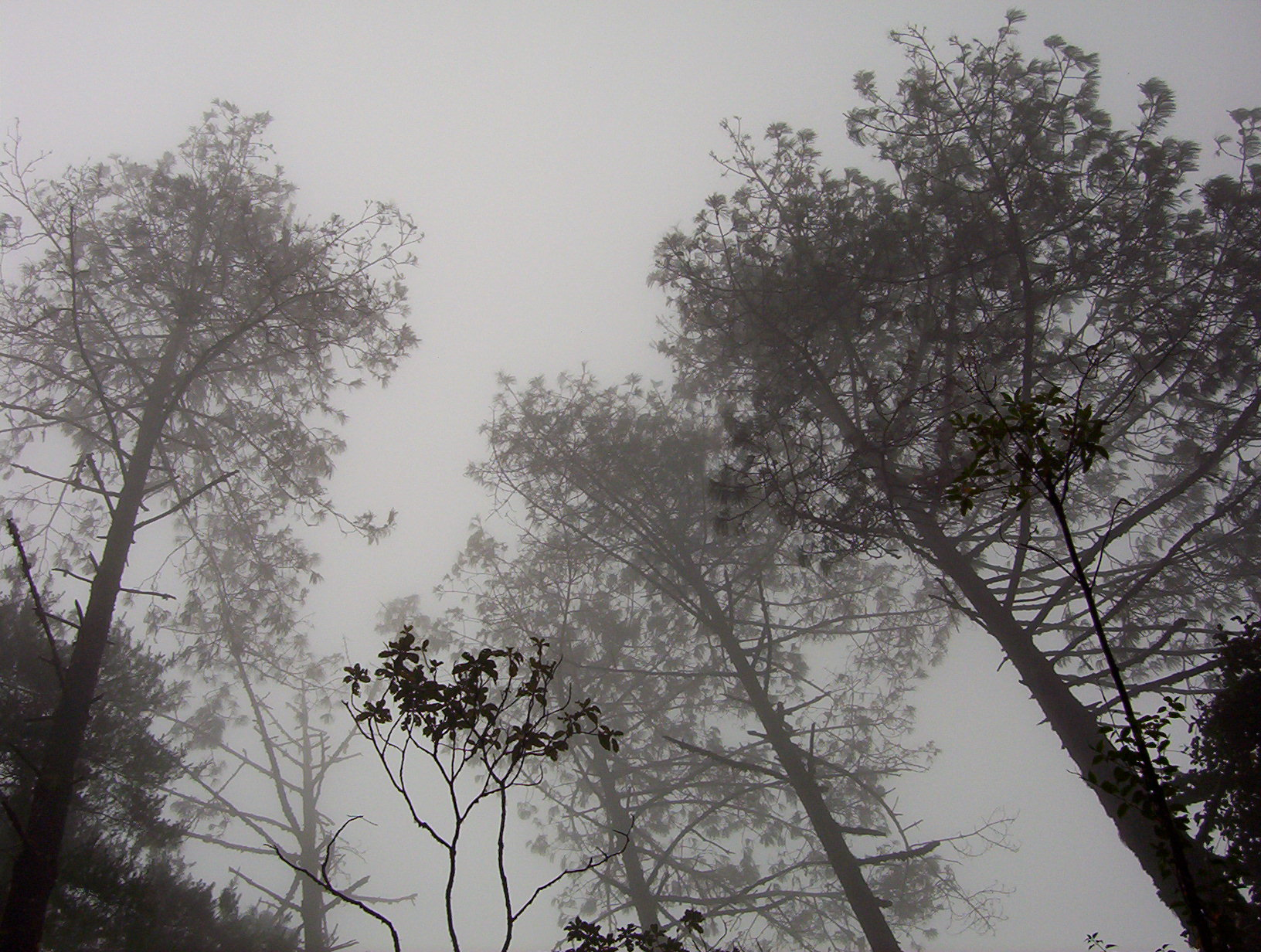
Selva nublada en el municipio de Ayotzintepec

La totalidad del territorio municipal de Ayotzintepec registra un clima clasificado como cálido húmedo con lluvias todo el año; la temperatura media anual registrada se encuentra en el rango de 22 a 26 °C; y la precipitación promedio anual va de 3 000 a 4 000 mm; lo cual caracteriza al municipio por sus montañas nubladas y brumosas.
La gran mayoría del suelo está cubierto por selva, principalmente en el norte y sur, la zona central del municipio se encuentra cubierta por pastizal y los extremos este y oeste se dedican a la agricultura; la flora del municipio es característica de la selva media, se encuentran especies como el amate, higo, guapinol, aguacatillo, caoba, roble, cedro, limaloe, palma, ceiba y hormiguillo. En la fauna destacan las especies de venado, temazate, jaguar, venado cola blanca, zorra gris, puercoespín, armadillo, mapache, aguililla y gavilán.

## Demografía
De acuerdo con los resultados del Censo de Población y Vivienda de 2010 realizado por el Instituto Nacional de Estadística y Geografía la población total del municipio de Ayotzintepec es de 6 720 habitantes, de los que 3 314 son hombres y 3 406 son mujeres.

### Localidades
En el municipio de Ayotzintepec se localizan 76 localidades, las principales y su población en 2010 se enlistan a continuación:
| Localidad          | Población |
| Total Municipio    | 5875      |
| Ayotzintepec       | 3 609     |
| San Pedro Ozumacín | 1 783     |
| Monte Tinta        | 483       |

## Política
El gobierno de Ayotzintepec corresponde al ayuntamiento, éste es electo por el principio de partidos políticos, vigente en 146 municipios de Oaxaca, a diferencia del sistema de usos y costumbres vigente en los restantes 424, por tanto su elección es como en todos los municipios mexicanos, por sufragio directo, universal y secreto para un periodo de tres años no renovables para el periodo inmediato pero si de forma no consecutiva, el periodo constitucional comienza el día 1 de enero del año siguiente a su elección. El Ayuntamiento se integra por el presidente municipal, un Síndico y un cabildo formado por cinco regidores.

### Representación legislativa
Para la elección de diputados locales al Congreso de Oaxaca y de diputados federales a la Cámara de Diputados federal, Ayotzintepec se encuentra integrado en los siguientes distritos electorales:
Local:
- XVIII Distrito Electoral Local de Oaxaca con cabecera en Tuxtepec.[9]

Federal:
- Distrito electoral federal 1 de Oaxaca con cabecera en Tuxtepec.[10]

### Presidentes municipales
- (1996 - 1998): Doroteo Angulo Vargas
- (1999 - 2001): Salomón Gil Santiago
- (2002 - 2004): Abel Bautista Angulo
- (2005 - 2007): Santiago González Mendoza
- (2008 - 2010): Juan Vidal González
- (2011 - 2013): Doroteo Angulo Vargas
- (2014 - 2016): Eduardo Olayo Ruiz
- (2017 - 2018): Tomas Salas Mariano
- (2019 - 2021): Víctor Mendoza Velazco